# Saint-Jean-d'Arvey
Saint-Jean-d'Arvey è un comune francese di 1 539 abitanti situato nel dipartimento della Savoia della regione dell'Alvernia-Rodano-Alpi.

## Società

### Evoluzione demografica
Abitanti censiti